# Palais du Podestat (Mantoue)
Pour les articles homonymes, voir Palazzo del Podestà.
Le palais du Podestat (palazzo del Podestà en italien) est un bâtiment historique de Mantoue situé sur la Piazza delle Erbe.

## Histoire
Le palais a été construit en 1227, probablement par Gian Antonio da Arezzo, sur commande du Brescian Laudarengo Martinengo qui avait été nommé Podestat de Mantoue. Avec la Torre del Broletto à laquelle est rattachée la Casa Tortelli, il formait le centre administratif du pouvoir communal de Mantoue. Il était mitoyen du bâtiment des anciens magasins généraux, et situé à proximité de l'Arengario et du Palazzo della Ragione. 
Une statue du XIIIe siècle (d'un sculpteur anonyme) en marbre blanc de Vérone représentant Virgile assis en chaire (la vècia en dialecte), coiffé d'un bonnet doctoral et les bras posés sur un lutrin qui porte l'inscription Virgilius Mantuanus poetarum clarissimus, est érigée sur la façade principale située Piazza Broletto.  
À la suite des nombreux incendies dont il a souffert au cours des siècles, le Palazzo a subi des rénovations et des modifications architecturales. À partir de 1462, il subit une importante restructuration dirigée par Giovanni Antonio da Arezzo pour le compte de Ludovico III Gonzaga. Luca Fancelli conçut alors le créneau aveugle qui couronne le bâtiment à la demande du marquis, ainsi que les belles fenêtres rectangulaires en brique. 

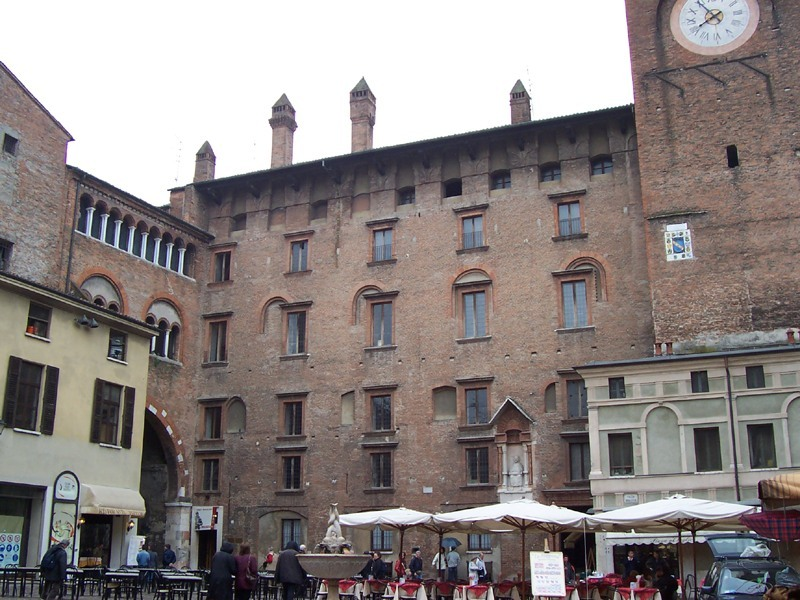
Le Palazzo del Podestà vu de la Piazza Broletto.

Au cours des trois derniers siècles, il a été utilisé à diverses fins, notamment comme prison. Selon les projets en cours de la commune de Mantoue, le palais sera restauré pour accueillir également le  municipio, et devrait donc redevenir le centre administratif de la ville. 